# الوديان (الرقة)
الوديان قرية سورية تتبع ناحية مركز الرقة في منطقة مركز الرقة في محافظة الرقة. بلغ عدد سكانها 831 نسمة في عام 2004 حسب إحصاء المكتب المركزي للإحصاء.